# NGC 5534
NGC 5534 је спирална галаксија у сазвежђу Девица која се налази на NGC листи објеката дубоког неба.
Деклинација објекта је - 7° 25' 1" а ректасцензија 14h 17m 40,3s. Привидна величина (магнитуда) објекта NGC 5534 износи 12,3 а фотографска магнитуда 13,1. NGC 5534 је још познат и под ознакама MCG -1-36-14, MK 1379, VV 615, IRAS 14150-0711, PGC 51055.